# نحمان أفيغاد
ناحمان أفيغاد (بالعبرية: נחמן אביגד) (25 سبتمبر 1905 - 28 يناير 1992) هو عالم آثار إسرائيلي.
في عام 1977 حصل على جائزة إسرائيل لدراسات أرض إسرائيل. 

## حياته
درس أفيغاد الهندسة المعمارية فيما يعرف الآن بمدينة برنو في  جمهورية التشيك. وهاجر إلى فلسطين تحت الانتداب البريطاني في عام 1926. وعمل في الحفريات في كنيس بيت ألفا وكنيس حمات جادر.
حصل أفيغاد على درجة الدكتوراه عام 1952، بأطروحة حول مقابر وادي النار في القدس. وقام بالتدريس في الجامعة العبرية من عام 1949 وحتى تقاعده عام 1974.
قاد الحفريات في متنزه بيت شعاريم ابتداء من عام 1953. وأشرف على أعمال التنقيب في جبل مسعدة، في مجمع قمة الجبل الذي بناه هيرودس الكبير. وشارك في استكشاف الكهوف في صحراء يهودا، ونشر إحدى مخطوطات البحر الميت.
في عام 1969، دعى أفيغاد للقيام بأعمال التنقيب في الحي اليهودي في البلدة القديمة في القدس، التي دمرتها حرب عام 1948 وما بعدها. ومن بين المكتشفات ما كان يُعتقد أنه أول تصوير للمينوراه الذي احترق في الهيكل الثاني قبل 2200 عام، والبيت المحترق وهو بقايا مبنى دمر عندما قام تيتوس الإمبراطور الروماني المستقبلي بقمع الثورة اليهودية ضد الحكم الروماني. وكان هذا أول دليل مادي أو أثري على التدمير الموصوف في أعمال المؤرخ اليهودي يوسيفوس فلافيوس.
كشفت الحفريات أيضًا عن فيلات فخمة تنتمي إلى الطبقات العليا الهيرودية. ومن بين أكثر الاكتشافات إثارة كانت بقايا السور العريض المذكورة مرتين في سفر نحميا والذي بني للدفاع عن القدس في عهد الملك حزقيا في أواخر القرن الثامن قبل الميلاد، ولا يزال هناك منه حوالي 24 متر بسمك 7 متر، ويقع في غرب الحرم القدسي. وفي مكان قريب، اكتشف أفيغاد أيضًا برج إسرائيل، وهو من بقايا تحصينات القدس التي تعود إلى العصر الحديدي والتي تشهد على النهب البابلي للقدس في عام 586 قبل الميلاد.
نشر أفيغاد في العديد من المواضيع، منها بشكل خاص الأختام العبرية. وتم تحديد أحد الأختام التي عثر عليها في عام 1964 مبدئيًا على أنه ملك للملكة إيزابل، المذكورة في الكتاب المقدس:  ومع ذلك، فإن هذا التحديد يعترض عليه آخرون. ووفقًا لعالم الكتاب المقدس فرانك مور كروس، فإن أفيغاد «كان أبرز رسامي النقوش الإسرائيليين في جيله، وأحد الشخصيات العظيمة في تاريخ الكتابات العبرية واليهودية.» 

## جوائز
- في عام 1954، مُنح أفيغاد جائزة بياليك للفكر اليهودي.[12]
- في عام 1977 حصل على جائزة إسرائيل لدراسات أرض إسرائيل.[6]
- في عام 1984، حصل على جائزة ياكير يروشليم من مدينة القدس.[13]

## من كتبه
- اكتشاف القدس 1983.